# 68-я горнострелковая дивизия

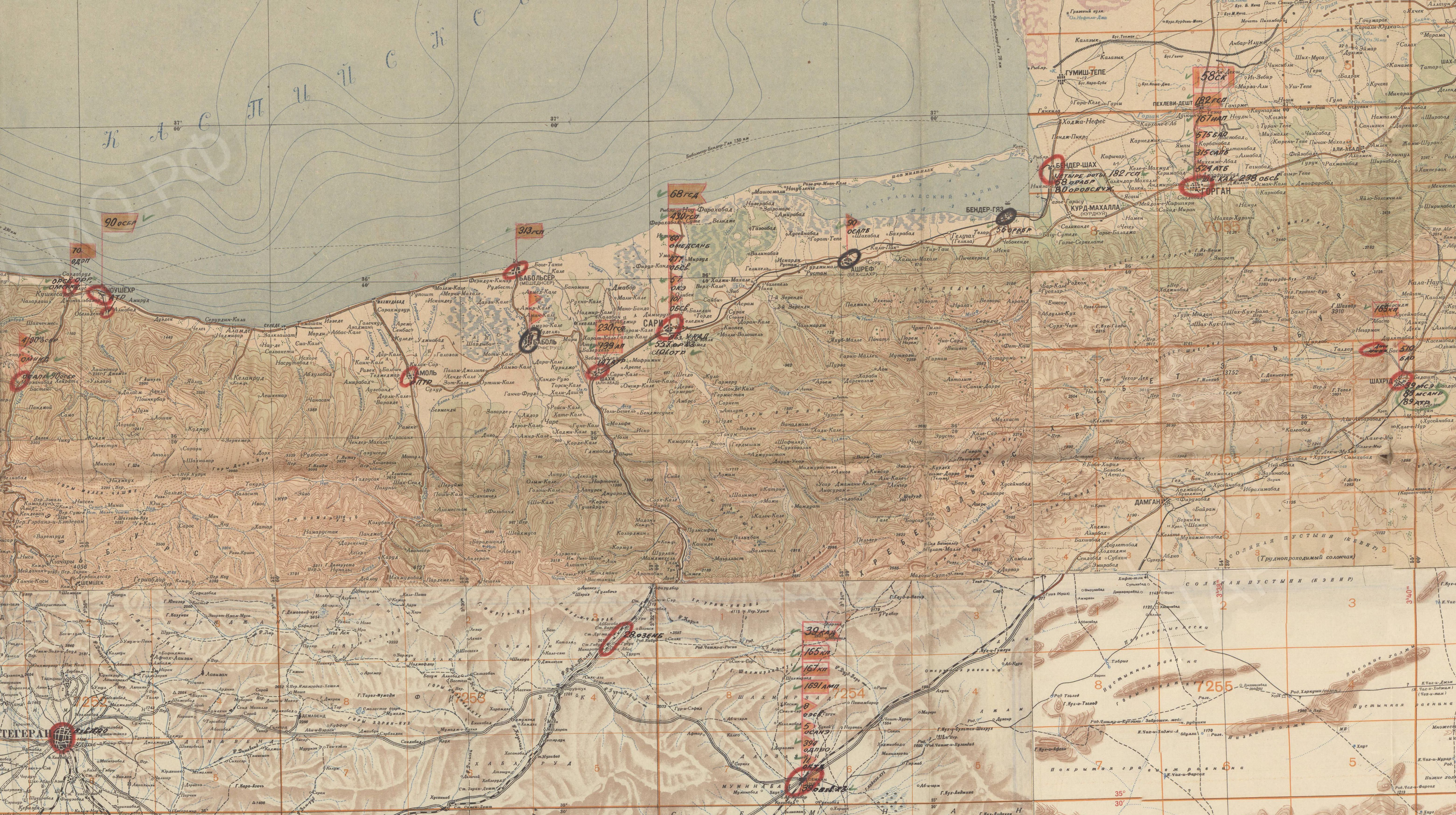
68-я горно-стрелковая дивизия, 39-я горно-кавалерийская дивизия, 58-й стрелковый корпус, дислокация формирований, Иран, 15 марта 1944 года.

68-я горнострелковая дивизия — воинское соединение (горнострелковая дивизия) РККА Вооружённых Сил Союза ССР, принимавшее участие в борьбе с басмачеством и в Иранской операции 1941 года во время Великой Отечественной войны.

## История
68-я горно-стрелковая дивизия сформирована в 1936 году в Среднеазиатском военном округе (САВО) переименованием 3-й Туркестанской горнострелковой дивизии.
Приказом Наркома Обороны Союза ССР № 072, от 21 мая 1936 года, и приказом по войскам САВО № 078, от 21 июня 1936 года, 3-я Туркестанская горнострелковая Краснознамённая дивизия имени ЦИК Таджикской ССР переименована в 68-ю Туркестанскую горнострелковую Краснознамённую дивизию имени ЦИК Таджикской ССР, а её части: 9-й, 13 и 14-й горнострелковые Туркестанские Краснознамённые полки — соответственно в 202-й, 203-й и 204-й горнострелковые Туркестанские Краснознамённые полки. Части носившие прежде номер «3» получили номер «68»..
Место дислокации — г. Термез Узбекской ССР вблизи государственной границы СССР—Афганистан.
В марте 1940 года 68-я горнострелковая дивизия вошла в состав 58-го стрелкового корпуса 53-й армии САВО. Управление 58-го корпуса с марта 1940 года находилось в г. Ашхабад Туркменской ССР.
Приказом Наркома Обороны Союза ССР № 0150, от 16 июля 1940 года, дивизия переименована в 68-ю горнострелковую Краснознамённую дивизию. На 22 июня 1941 года горнострелковая дивизия находилась в САВО и входила в состав 58 ск. После начала Великой Отечественной войны дивизия была приведена в боевую готовность и передислоцирована в г. Ашхабад.
В августе 1941 года, когда советско-германский фронт проходил в районе Новгорода и Смоленска, 68-я горнострелковая дивизия в составе группы войск Закавказского фронта и САВО приняла участие в Иранской операции, Советское правительство на основании советско-иранского договора 1921 года решило ввести на территорию Северного Ирана войска Закавказского фронта для безопасности южных рубежей Союза ССР.
Во время Великой Отечественной войны дивизия дислоцировалась на территории Ирана в составе контингента советских войск в Иране.
Формирования дивизии размещались, весь период нахождения в Иране, в окрестностях городов Тегеран, Мешедесер, Баболь, Шахли, Сари, Горган, охраняли Трансиранскую железную дорогу и иранский порт Бендер-Шах на побережье Каспийского моря.
В январе 1944 года 58-й стрелковый корпус в составе 39 кд, 68 гсд, 89 осбр перешёл в подчинение 4-й армии (3-е формирование) Закавказского фронта.
В марте — мае 1946 года части 58-го стрелкового корпуса выведены из Ирана в СССР с местом дислокации г. Махачкала.
В мае — июле 1946 года управление 58-го стрелкового корпуса, корпусные части и 68-я горнострелковая дивизия были расформированы.

## Состав

### На 1 июля 1935 года
3-я Туркестанская [68-я] горная стрелковая Краснознамённая дивизия им. ЦИК Таджикской ССР:
- управление — Термез
- 9-й Туркестанский горнострелковый Краснознамённый полк — Чарджуй
- 13-й Туркестанский горнострелковый Краснознамённый полк — Керки
- 14-й Туркестанский горнострелковый Краснознамённый полк — Термез

### На 1 июля 1936 года
- управление
- 202-й горнострелковый Туркестанский полк
- 203-й горнострелковый Туркестанский полк
- 204-й горнострелковый Туркестанский полк
- 68-й артиллерийский Туркестанский полк,
- 68-й отдельный Туркестанский батальон связи
- 68-я отдельная танковая Туркестанская рота
- 68-й отдельный кавалерийский Туркестанский эскадрон
- 68-я отдельная сапёрная Туркестанская рота
- 68-е Туркестанское авиазвено связи

### На 22 июня 1941 года
- управление
- 182-й горнострелковый полк
- 230-й горнострелковый полк
- 313-й горнострелковый полк
- 430-й горнострелковый полк
- 57-й отдельный кавалерийский эскадрон
- 139-й артиллерийский парковый дивизион
- 110-й отдельный истребительно-противотанковый дивизион
- 19-я зенитная пулемётная рота
- 98-й отдельная сапёрный батальон
- 101-й отдельный батальон связи

## Командование

### Командиры
- Чанышев, Якуб Джангирович, комдив (12.1934 — 17.05.1937)
- Черемисов, Леонтий Георгиевич (20.03.1938 — 05.02.1939), комбриг
- Стриженко, Николай Михайлович (05.02.1939 — июль 1942), комбриг, с 09.02.1939 полковник, с 04.06.1940 генерал-майор
- Филатов, Михаил Алексеевич (июль 1942 — 17.10.1943), полковник, с 17.11.1942 генерал-майор
- Корнеев, Тарас Федотович (17.10.1943 — июль 1945), полковник, с 17.11.1943 генерал-майор

### Заместители командира
- Самойленко, Василий Филиппович (??.09.1941 — ??.11.1941), полковник

## В дивизии служили
- Панфилов, Иван Васильевич, командир 202 гсп 68 гсд (1932—1937), Герой Советского Союза (1942)
- Елин, Григорий Ефимович, майор, командир 230-го горнострелкового полка (1942).
- Кичаев, Николай Алексеевич, командир 203 гсп 68 гсд (1932—1938), полковник, комбриг (1939), генерал-майор (1940)
- Корсунь, Матвей Михайлович, командир 202 и 100 гсп 68 гсд (1937—1941)
- Самойленко, Василий Филиппович, полковник, командир 230-го горнострелкового полка (1941).
- Соколов, Николай Александрович, полковник, помощник командира 68 гсд (11.1938 — 08.1939)
- Хорошев, Пётр Иванович, подполковник, и. д. командира 182-го горнострелкового полка (1943).
- Карасик Юлий Юрьевич (1923—2005) 182-го горнострелкового (1943).

## Интересные факты
По крайней мере до мая 1945 года командование дивизии использовало старый угловой штамп, содержавший прежнее именное наименование дивизии — «имени ЦИК Таджикистана».